# Classe Bistrița
La classe Bistrița était un groupe de trois petits croiseurs des garde-côtes de la marine militaire roumaine. Ils ont servi de 1888 à au moins 1949.

## Construction et spécifications
Les trois croiseurs ont été construits par les Thames Ironworks and Shipbuilding Company à Londres au cours de 1888 (Bistriţa, Oltul et Siretul). La machine à vapeur produisait une puissance de 380 ch, avec une vitesse de pointe de 12 nœuds. Son autonomie était conditionné par les 12 tonnes de charbon transportées. L'armement principal comprenait un canon de 57 mm et l'armement secondaire d'un canon de 37 mm. Son équipage s'élevait à 30 hommes.

## Carrière
Avec le reste de la marine roumaine, la classe a servi pendant la campagne roumaine de la Première Guerre mondiale. Les trois navires ont survécu à la Seconde Guerre mondiale et étaient toujours en service à partir de 1947, mentionnés comme des canonnières fluviales de 100 tonnes (la vitesse de pointe et l'armement sont restés les mêmes). Ils ont été mentionnés pour la dernière fois en 1949.

### Croiseurs comparables
Lors de leur mise en service, les trois croiseurs étaient comparables aux croiseurs torpilleurs italiens de la classe Folgore. Les deux classes étaient armées de canons de 57 mm et de 37 mm (bien que les navires de guerre italiens aient deux des premiers et quatre des derniers) ainsi que les deux classes de croiseurs avec un déplacement inférieur à 400 tonnes.
Un autre croiseur quelque peu comparable était Pietro Micca,  un autre croiseur torpilleur italien. Déplaçant près de 600 tonnes, ce navire a été lancé dix ans avant les navires roumains, armé uniquement de deux mitrailleuses comme artillerie.